# Arturo Sosa Abascal
Arturo Sosa Abascal, de nom complet Arturo Marcelino Sosa Abascal (Caracas, Veneçuela, 12 de novembre de 1948) és un sacerdot catòlic veneçolà. El 14 d'octubre de 2016, la 36a Congregació General de la Companyia de Jesús, l'orde religiós més nombrosa de l'Església catòlica, el va triar com el trentè primer Prepòsit General de la Companyia de Jesús. És el primer no europeu en ocupar aquest càrrec succeint a Adolfo Nicolás Pachón, que va renunciar després de servir en el mateix durant vuit anys. Se'l considera una de les referències culturals i socials més importants de Venezuela.

## Biografia
Sosa Abascal, nascut a Caracas el 1948, va ser delegat per a la Cúria i les cases i obres interprovincials de la Companyia de Jesús a Roma, i Conseller del Pare General. Es va llicenciar en Filosofia per la Universitat Catòlica Andrés Bello el 1972. Va fer estudis de Teologia en 1978 i es doctorà en Ciències Polítiques per la Universitat Central de Veneçuela el 1994.
A la Congregació General 35 celebrada el 2008 va ser elegit pel Pare General Adolfo Nicolás Pachón com a Conseller General. I el 2014 es va incorporar a la Cúria de la Companyia de Jesús a Roma com a delegat per a la Cúria i les cases i obres interprovincials de la Companyia de Jesús a Roma. Es tracta d'institucions que depenen directament del Pare General dels Jesuïtes i per a les que nomena un delegat. Entre elles es troben, a més de la Cúria General, la 
Pontifícia Universitat Gregoriana, el Pontifici Institut Bíblic, el Pontifici Institut Oriental, l'Observatori Vaticà, així com diversos Col·legis Internacionals i Residències.
Entre 1996 i 2004 va ser Superior Provincial dels Jesuïtes a Veneçuela. Anteriorment havia estat coordinador de l'apostolat social en aquest país i director del Centre Gumilla, un centre d'investigació i acció social dels jesuïtes a Veneçuela. Va dirigir la revista SIC, la qual va obtenir sota la seva direcció el 1979 el Premi Nacional de Periodisme.
Sosa Abascal compta amb una llarga trajectòria de dedicació a la docència i la investigació. Ha exercit diversos càrrecs i funcions en l'àmbit universitari. Ha estat professor i membre del Consell Fundacional de la Universitat Catòlica Andrés Bello i Rector de la Universitat Catòlica del Táchira. Especialment ha exercit la investigació i la docència en el camp de les ciències polítiques, en diferents centres i institucions, com la Càtedra de Teoria Política Contemporània i la Càtedra de Canvi Social a Veneçuela a l'Escola de Ciències Socials. Ha estat investigador a l'Institut d'Estudis Polítics de la Facultat de Ciències Polítiques de la Universitat Central de Veneçuela i, en la mateixa universitat, professor de l'Escola d'Estudis Polítics a la Càtedra d'Història de les Idees Polítiques de Veneçuela. En 2004 va ser professor convidat pel Centre per a Estudis d'Amèrica Llatina de la Universitat de Georgetown, als Estats Units i va ser professor de la Càtedra de Pensament Polític Veneçolà de la Universitat Catòlica del Táchira. Ha publicat diferents obres, especialment sobre història i política veneçolana.